# Vhembe
Vhembe – dystrykt w Republice Południowej Afryki, w prowincji Limpopo. Siedzibą administracyjną dystryktu jest Thohoyandou.
Dystrykt dzieli się na gminy:
- Musina
- Mutale
- Thulamela
- Makhado